# Luna di miele (film 1941)
Luna di miele è un film del 1941 diretto da  Giacomo Gentilomo.

## Trama
Mario, nonostante l'opposizione del ricco zio, sposa la sartina Nicoletta e vanno a vivere in un grande appartamento. Devono però trovare un lavoro per vivere. Lui fa un tentativo come venditore di auto in un garage di un amico ma il primo tentativo di vendita fallisce miseramente. Lei invece, grazie alla segnalazione del vicino si presenta presso una casa di mode e nonostante la diffidenza di una responsabile viene subito assunta come modista su insistenza dei proprietari. Mario geloso si fa assumere come commesso ma invece di lavorare continua a tenere sotto controllo la giovane moglie fino ad un litigio dovuto ad un equivoco che ne sancisce la separazione. Grazie all'aiuto di Annibale, vecchio amico di Mario e dal cuore buono la coppia riuscirà a ritrovarsi e a fare pace.